# Boec van Cato
Het Boec van Cato is een bewerking in het Middelnederlands van de Latijnse collectie zedenspreuken Disticha Catonis uit de 3e eeuw. De bewerking is anoniem en werd geschreven in de 13e eeuw.
In een proloog worden de zedenspreuken voorgesteld als een levensles van Cato aan zijn gelijknamige zoon. De schrijver van het Boec van Cato paste de teksten aan om de Romeinse, heidense teksten in overeenstemming te brengen met de christelijke theologie en moraal. Toch blijft de ondertoon heidens met de nadruk op eigenbelang en zelfredzaamheid.
Een handschrift werd overgeleverd in de Enaamse codex.